# 皮耶韦韦尔贡泰
皮耶韦韦尔贡泰（義大利語：Pieve Vergonte），是意大利韦尔巴诺-库西亚-奥索拉省的一个市镇。总面积41平方公里，人口2666人，人口密度65.0人/平方公里（2009年）。ISTAT代码为103054。